# Gastrozona montana
Gastrozona montana es una especie de insecto del género Gastrozona de la familia Tephritidae del orden Diptera.

## Historia
Bezzi la describió científicamente por primera vez en el año 1913.